# ロイ・A・タッカー
ロイ・A・タッカー（Roy Anthony Tucker、1951年 - 2021年3月5日）は、アメリカ合衆国の天文学者。地球近傍天体のアポフィスを、ハワイ大学のデイヴィッド・J・トーレン、ファブリジオ・ベルナルディと共に発見したことで知られている。

## 概要
ミシシッピ州ジャクソン生まれ、テネシー州メンフィス出身。カリフォルニア大学サンタバーバラ校で科学機器の分野で修士号を取得した。アリゾナ大学とキットピーク国立天文台で勤務している。また、アリゾナ州南部に所在する私立天文台のグッドリック・ピゴット天文台で小惑星の観測と発見を行った。彼は1996年から2010年にかけて小惑星センターに登録されている702の小惑星を発見しており、自身が発見した小惑星に「奈須きのこ」、「新海誠」、「Kalafina」 などの名前を付けている。
ロイ・A・タッカーは2002年に惑星協会が授与した「ユージン・シューメーカー地球近傍天体オブジェクトグラント」の受賞者である5人の科学者の内の1人だった。
1997年にパオロ・G・コンバによって発見されたメインベルトの小惑星はロイ・A・タッカーに因んで「タッカー」と命名された。
2021年3月5日にすい臓がんにより亡くなった。行年69歳。